# Měšťanský dům čp. 171 (Nymburk)
Měšťanský dům čp. 171 stojí na rohu náměstí Přemyslovců a Tyršovy ulice ve středočeském Nymburce. Dům s jádrem ze 17. století upravovaný v polovině 19. století je chráněn jako kulturní památka.

## Popis
Jednopatrový nárožní dům stojí na jihozápadním rohu náměstí na adrese náměstí Přemyslovců 171/14. V přízemí směrem do náměstí se nachází průchozí loubí, nad nímž jsou v patře tři okenní osy. Valbová střecha je zakončena profilovanou výrazně vysazenou římsou. Dům byl roku 2007 restaurován.
K roku 1969 se v domě nacházely kanceláře Okresní rady odborů. V současnosti je vlastníkem domu s pozemkem Město Nymburk.